# Adam Alexi-Malle
Adam Alexi-Malle (24 de septiembre de 1964) es un actor, cantante, bailarín y músico italiano.

## Vida y carrera
Alexi-Malle nació en Siena, Italia. Su padre es de Italia (sardo) y su madre es palestina -española. Emigraron a Londres, Inglaterra primero, y luego a Estados Unidos.
Como músico, comenzó a actuar a la edad de 9 años, con la intención de hacer una carrera como concertista de piano y violinista después de haberse formado con Dorothy DeLay y Raphael Bronstein y en el Conservatorio de París, el Conservatorio de Moscú, la Juilliard School y el American Ballet Theatre. A principios de la década de 1990, siguiendo un curso en la Royal Academy of Dramatic Arts de Londres, comenzó su carrera como actor.
Ha aparecido en películas como Bowfinger, The Man Who Wasn't There, Hidalgo, Celebrity y Failure To Launch y en televisión en numerosos papeles de estrella invitada, incluidos The Sopranos, The West Wing, Alias y 24, y en el escenario en la Producciones de Broadway nominadas/ ganadoras de premios Tony de Titanic y The Threepenny Opera. Actuó junto a Sam Rockwell y Cara Seymour en el estreno fuera de Broadway aclamado por la crítica de Goose-Pimples de Mike Leigh con el teatro The New Group en la ciudad de Nueva York obtuvo nominaciones como actor destacado tanto con Drama Desk y Premios del Círculo de Críticos Externos.
Alexi-Malle ha declarado que habla con fluidez italiano, francés, español, ruso y árabe. También ha trabajado como artista de voz para Late Night with David Letterman, Family Guy y ha hecho doblajes en videojuegos como The Bourne Conspiracy, Diablo 3 y Assassin's Creed: Revelations. Es un narrador de audiolibros del personal de Penguin Random House Audio y ha expresado numerosos títulos, incluidos "La segunda emperatriz", "Cartas de Skye", "La lección de anatomía", "Nunca volveré a ver el mundo", "Pájaro blanco: un Wonder Story" y "POV - Punto de vista".
Alexi-Malle es el propietario fundador y director general de la productora multimedia JP²A²M:worldwide Entertainment Group, que incluye las entidades de producción subsidiarias, Siena Films y virtuosoTV, así como la compañía de teatro Blisting Muses.

## Filmografía

### Películas
- Night Falls on Manhattan (1996) - Delegado demócrata (sin acreditar)
- La esposa del predicador (1996) - Testigo de robo (sin acreditar)
- The Peacemaker (1997) - Sheik árabe en el aeropuerto (sin acreditar)
- Celebrity (1998) - DS Worker (sin acreditar)
- Bowfinger (1999) - Afrim
- Coyote feo (2000)
- Peróxido de pasión (2001) - Shorty
- El hombre que no estaba allí (2001) - Jacques Carcanogues
- AI Inteligencia artificial (2001) - Miembro de la multitud
- Hidalgo (2004) - Aziz
- Fracaso en el lanzamiento (2006) - Mr.Axelrod
- Amigos del tesoro (2012) - Amir
- Mr. Peabody & Sherman (2014) - Campesino francés (voz)

### Televisión
- Los Soprano (2000) - Representante de la universidad
- Juzgando a Amy (2000) - Propietario de una tienda de salud
- El cruce de Gedeón (2000) - Dr. Ankh
- The West Wing (2001) - Traductor del presidente
- No declarado (2002) - Profesor Burg
- Alias (2003) - Bernardo
- 24 (2005) - José Fayed
- ¡Anda, Diego! ¡Vamos! (2007) - Jamal el camello
- Padre de familia (2011) - Adzin (voz)

### Videojuegos
- Las crónicas de Riddick: Escape from Butcher Bay (2001) - Izzudeen / Waman / Shurik (voz)
- La conspiración de Bourne (2008) - (voz)
- Assassin's Creed: Revelations (2011) - Vendedor de Constantinopla / Recluta de asesinos / Civil (voz)
- Diablo III (2012) - (voz)
- Call of Duty: Black Ops: Declassified (2012) - Líder ruso (voz)
- Metro: Last Light (2003) - Artyom (voz, sin acreditar)
- Metro 2033 (2013) - Artyom (voz, sin acreditar)

## Teatro
- Piel de gallina
- Titánico
- Carpeta Sakharam
- Terrorismo
- las tres hermanas
- La ópera de los tres peniques

## Discografía
- Titanic (musical) – Álbum de reparto original (Varèse Sarabande )
- Nellie McKay : Normal como Blueberry Pie – Un tributo a Doris Day (acreditado como Paolo Perre) (Verve)
- Love Song - The Kinsey Scale (banda) con Paolo Perre (Autonomous Records UK)

## Premios y nominaciones
- Premio de poesía heredada - 2014 - Libro - Poesía, "A Confederacy of Joy" de Siena Press con el nombre de nacimiento, Juan-Paolo Perre
- Premios Tony - Reparto original de Broadway : Titanic (musical) – Mejor Musical, Mejor Partitura Original, Mejor Libro de un Musical, Mejores Orquestaciones, Mejor Diseño Escénico
- Premio Drama Desk - Mejor actor destacado en una obra de teatro por "Goose-Pimples" - The New Group - 1998
- Premio Outer Critics Circle - Mejor actor destacado en una obra de teatro por "Goose-Pimples" - 1998